# Baupte
Baupte ist eine französische Gemeinde mit 428 Einwohnern (Stand 1. Januar 2022) im Département Manche in der Region Normandie. Sie gehört zum Arrondissement Coutances und zum Kanton Carentan-les-Marais. 

## Lage
Die Gemeinde liegt auf der Halbinsel Cotentin. Nachbargemeinden sind Montsenelle im Nordwesten, Appeville im Nordosten, Auvers im Südosten und Saint-Jores im Südwesten.

## Bevölkerungsentwicklung
| Jahr      | 1962 | 1968 | 1975 | 1982 | 1990 | 1999 | 2008 | 2018 |
| --------- | ---- | ---- | ---- | ---- | ---- | ---- | ---- | ---- |
| Einwohner | 343  | 422  | 501  | 520  | 431  | 422  | 444  | 430  |

## Sehenswürdigkeiten
- Kirche Notre-Dame
- Der Bahnhof wurde von 1894 bis 1971 für den planmäßigen Personenverkehr gebraucht. Später wurde er zu einem Bestandteil des Train Touristique du Cotentin.

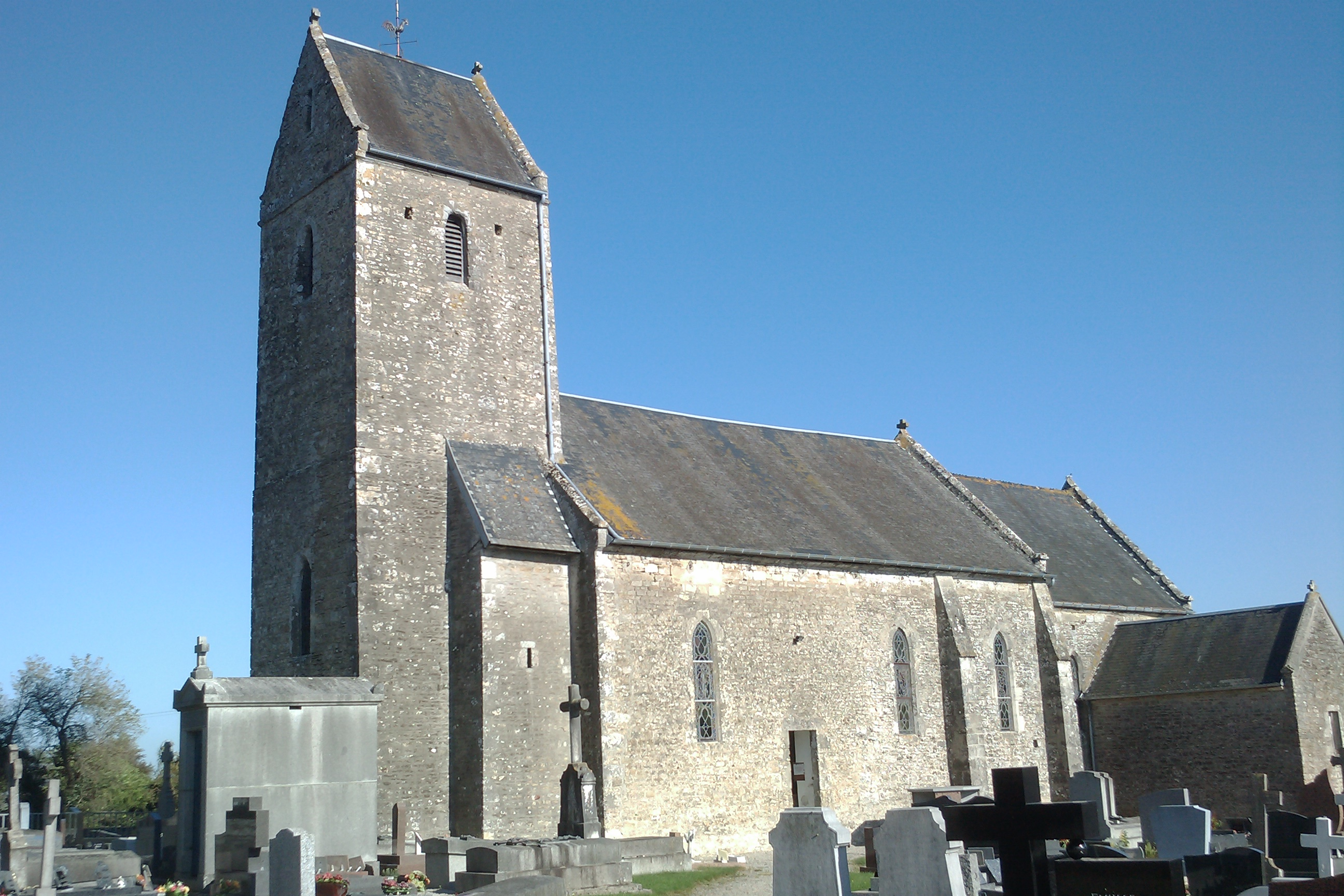
Kirche Notre-Dame
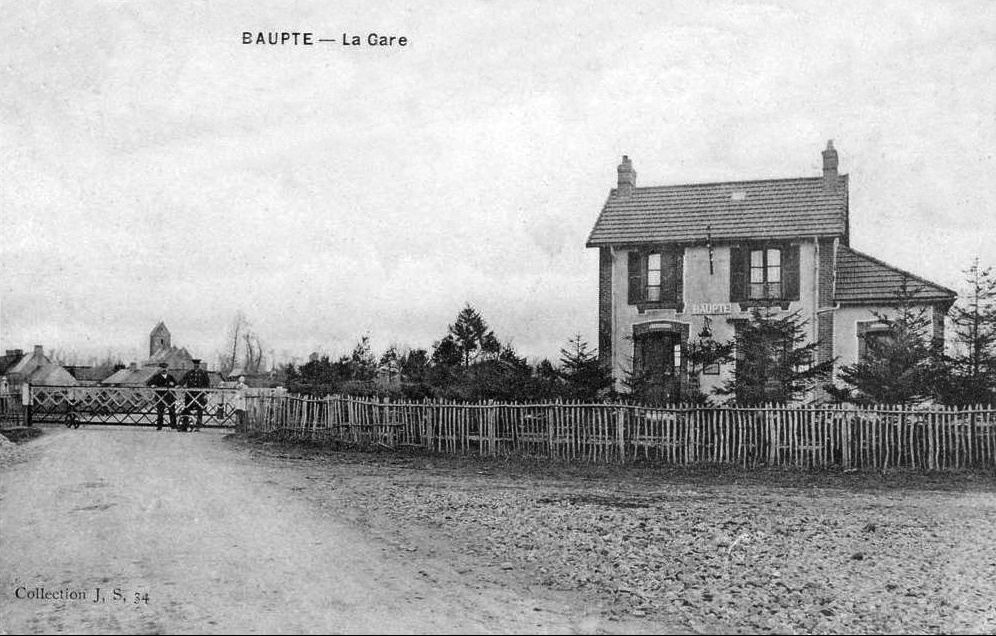
Bahnhof Baupte
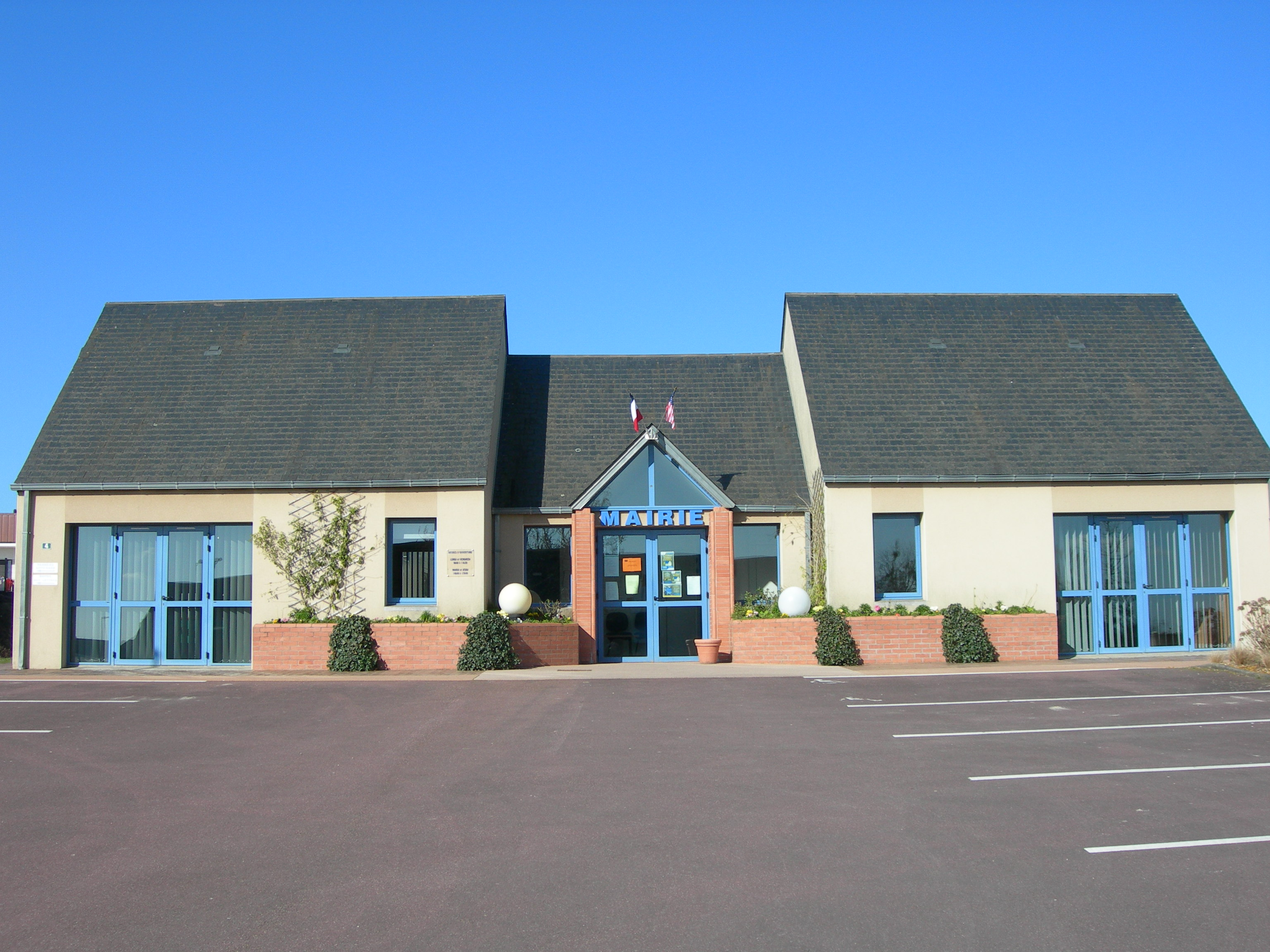
Mairie Baupte